# Charlie Brown Jr.
Charlie Brown Jr., également abrégé CBJR, est un groupe de rock brésilien, originaire de Santos, São Paulo. Formé en 1992, le groupe joue une large palette musicale qui comprend punk hardcore, reggae, rap, funk rock, rock alternatif et skate punk. Leurs paroles critiquent la société.
Le 6 mars 2013, le membre-fondateur Chorão meurt dans son appartement à São Paulo d'une overdose de cocaïne et d'alcool. Les membres restants décident de ne pas continuer l'aventure Charlie Brown Jr. en hommage,. L'un des autres membres fondateurs, et bassiste du groupe, Champignon, trouve également la mort par suicide à São Paulo.

## Biographie

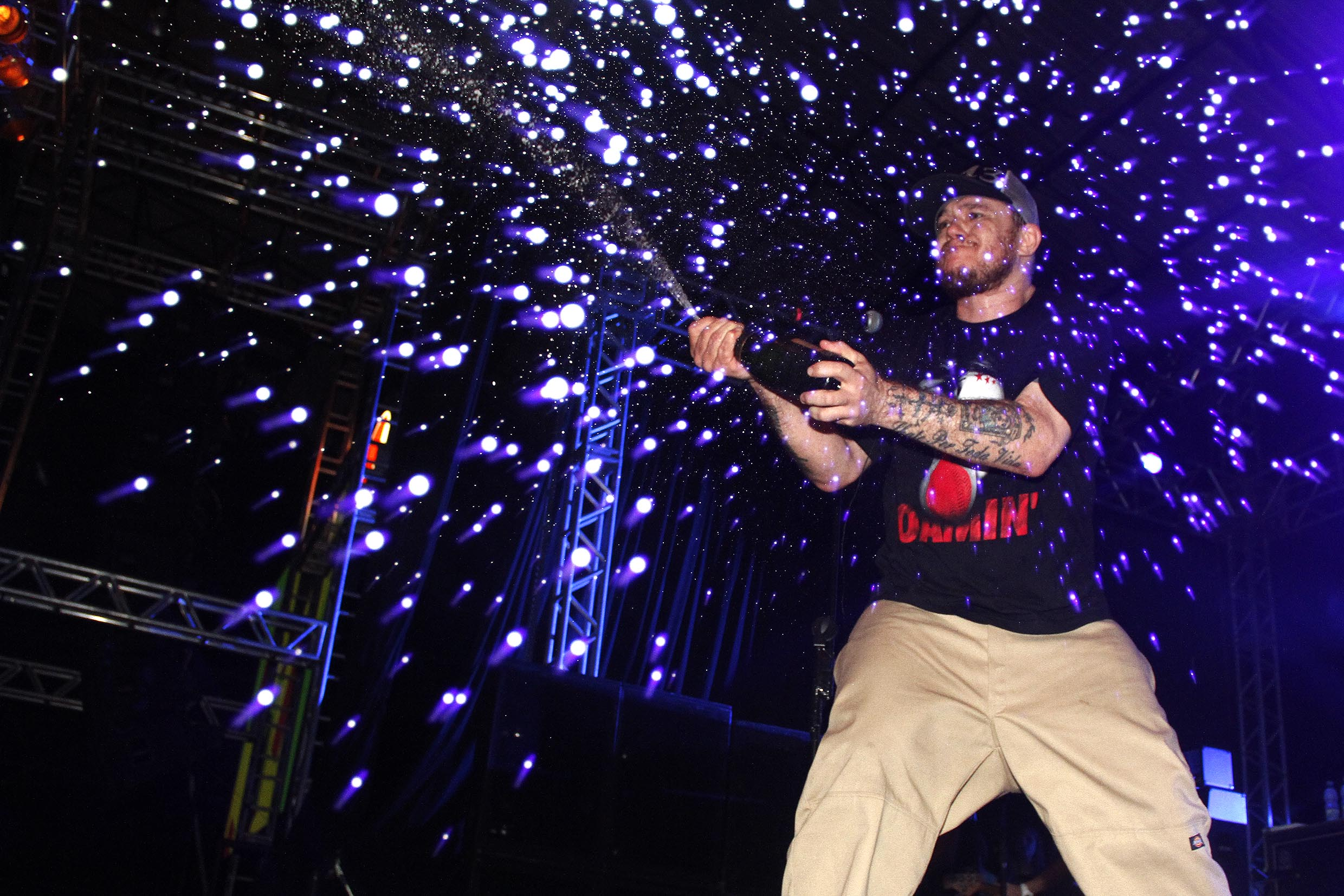
Chorão.

En 1987, encore adolescent, Alexandre Magno Abrão fait la rencontre de Chorão à Santos, dans la banlieue de São Paulo, après une enfance difficile et traumatisante. En 1990, ils sont rejoints par le bassiste Champignon. Ensemble, ils forment momentanément le groupe What's Up. Sous What's Up, ils jouent un style oscillant entre thrash metal, punk hardcore et crossover. Les paroles sont en anglais et inspirées de groupes comme Biohazard et Suicidal Tendencies,. Plus tard, Chorão et Champignon décident d'inviter le batteur Renato Pelado, membre de groupes comme Ecossistema, Jornal do Brasil. Plus tard, Marcão et Thiago Castanho font leur entrée dans cette première formation du groupe, qui, à cette période, ne possède aucun nom. Finalement, c'est Chorão qui nomme le groupe Charlie Brown Jr., en 1992. Le style musical du groupe s'inspire de Blink-182, Sublime, Bad Brains, 311, Rage Against the Machine, NOFX et Suicidal Tendencies, et du hardcore, du skate punk, du reggae et du ska.
En 1993, le groupe commence à jouer localement à Santos. En 1999, le groupe sort l'album Preço curto... prazo longo, qui comprend 25 chansons inédites, dont Confisco, Zóio de Lula, O Preço et Não deixe o mar te engolir, bien accueilli par la presse locale et les radios.
En 2003, le groupe publie son album live Acústico MTV. Il fait participer les groupes Negra Li, Marcelo Nova et Marcelo D2, et joue les chansons Não é sério, Hoje (du groupe Camisa de Vênus) et Samba Makossa (Nação Zumbi), respectivement. 
Le 6 mars 2013, le chanteur de Charlie Brown Jr., Chorão, meurt dans son appartement à São Paulo. La Família 013, leur dixième album studio, et douzième au total, est publié à titre posthume le 8 octobre 2013 au label Som Livre. Le disque est aussi lancé en streaming sur Deezer. En 2014, le clip de la chanson Rock Star est publié. En 2014, Chorão et Alexandre Abrão organisent le festival Tâmo Aí Na Atividade à São Bernardo do Campo. L'événement attire l'intérêt partout dans le pays, et comprend des activités de graffitis et de skate.

## Membres

### Derniers membres
- Chorão - chant
- Champignon - basse, beatbox, chœurs
- Thiago Castanho (1993-2013)
- Marcão - guitare
- Bruno Graveto - batterie

### Anciens membres
- Heitor Gomes - basse (2005-2011)
- Renato Pelado - batterie (1992-2005)
- André Pinguim Ruas - batterie (2005-2008)

## Discographie

### Albums studio
- 1997 : Transpiração contínua prolongada (disques de platine et d'or[15])
- 1999 : Preço curto... prazo longo (disques de platine et d'or[15])
- 2000 : Nadando com os tubarões (disque d'or[15])
- 2001 : 100% Charlie Brown Jr. - Abalando a sua fábrica
- 2002 : Bocas ordinárias (disque d'or[15])
- 2004 : Tâmo aí na atividade (disques de platine et d'or[15])
- 2005 : Imunidade musical (disque d'or[15])
- 2007 : Ritmo, ritual e responsa
- 2009 : Camisa 10 (Joga Bola até na Chuva)
- 2013 : La Família 013

### Albums live
- 2003 : Acústico MTV (disque d'or[15])
- 2012 : Música popular caiçara
- 2016 : Música popular caiçara - Volume 2

### Compilations
- 2008 : De 1997 a 2007
- 2008 : Perfil - Charlie Brown Jr.

## DVD
- 2002 - Charlie Brown Jr. Ao Vivo
- 2003 - Acústico MTV
- 2004 - Na Estrada 2003-2004
- 2005 - Skate Vibration
- 2008 - Ritmo, Ritual e Responsa ao Vivo
- 2012 - Música Popular Caiçara

## Vidéographie
- 1997 : O coro vai comê
- 1997 : Proibida pra mim
- 1998 : Gimme o anel
- 1998 : Quinta-Feira
- 1999 : Zóio d' Lula
- 1999 : Confisco
- 2000 : Não Deixe o mar te engolir
- 2000 : Rubão, O dono do mundo
- 2001 : Não é sério
- 2001 : Lugar ao Sol
- 2002 : Hoje eu acordei feliz
- 2002 : Papo-Reto
- 2003 : Papo-Reto (Ao Vivo)
- 2003 : Só por uma noite
- 2003 : Vícios e virtudes
- 2004 : Não Uso Sapato
- 2004 : Samba Makossa
- 2005 : Champagne e Água Benta
- 2005 : Tamo Aí na atividade
- 2005 : Lutar Pelo que é meu
- 2005 : É quente
- 2006 : Ela Vai Voltar
- 2007 : Não Viva em vão
- 2007 : Pontes Indestrutíveis
- 2009 : Me Encontra
- 2010 : Só os loucos sabem
- 2011 : Dona do meu pensamento
- 2011 : Céu azul
- 2013 : Meu novo mundo
- 2013 : Um Dia a gente se encontra
- 2014 : Rock Star